# Brumăriță cu gât roșu
Brumărița cu gât roșu (Prunella rubeculoides) este o pasăre cântătoare mică din ordinul paseriformelor, familia Prunellidae. Se găsește în regiunile muntoase din Afganistan, Pakistan, India, Nepal, Bhutan și China, la altitudini cuprinse între aproximativ 3.000 și 5.500 metri. 

## Galerie

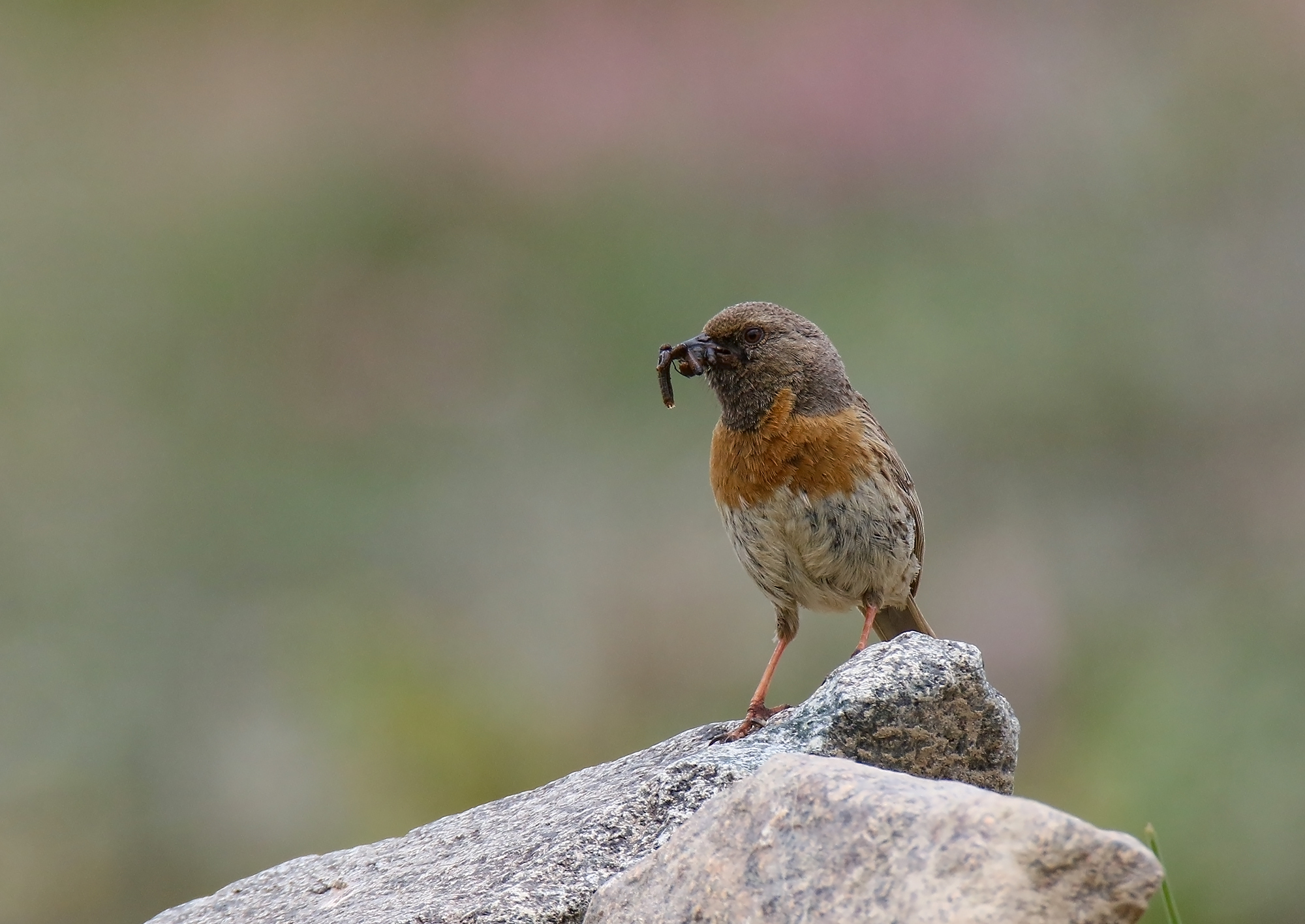
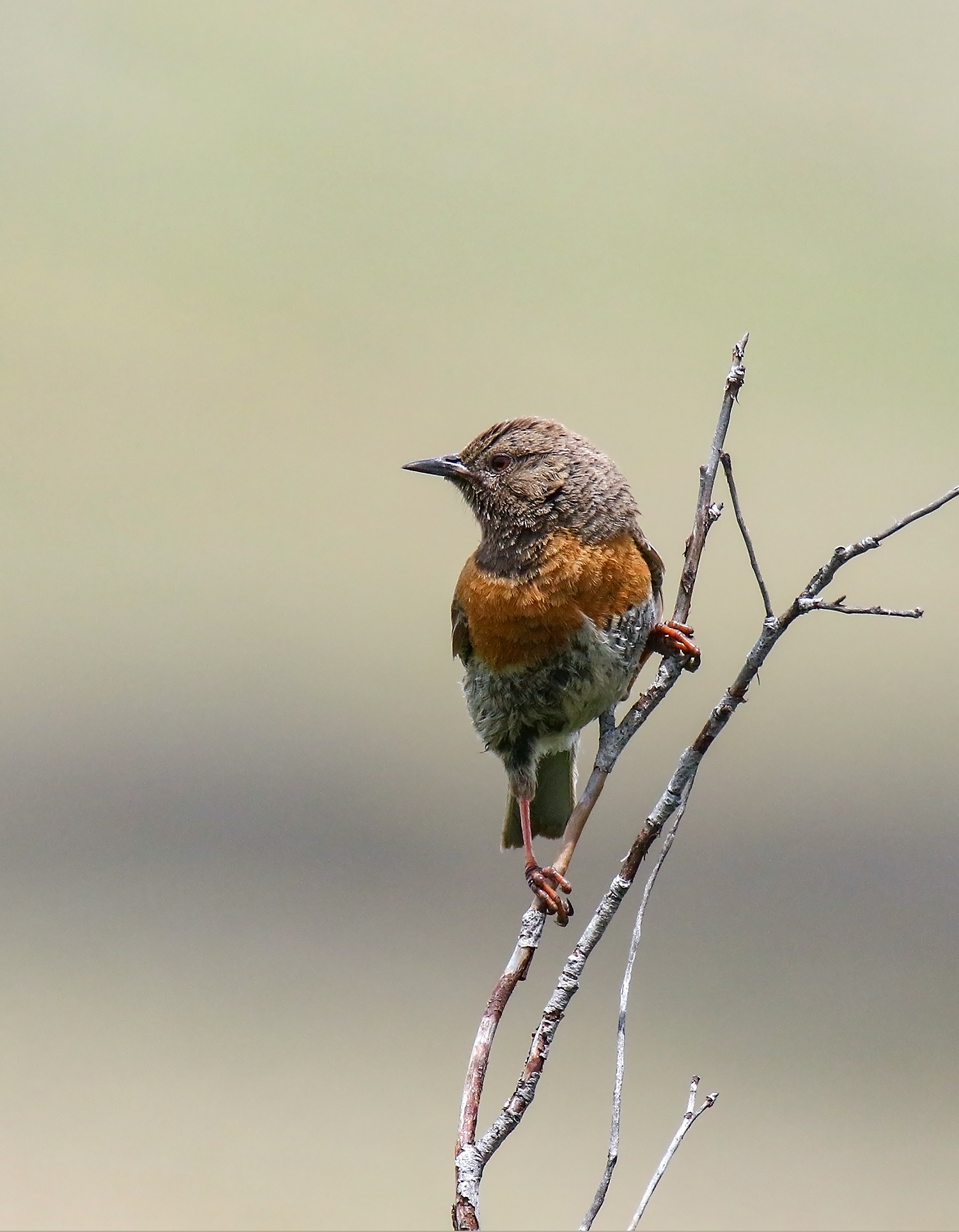
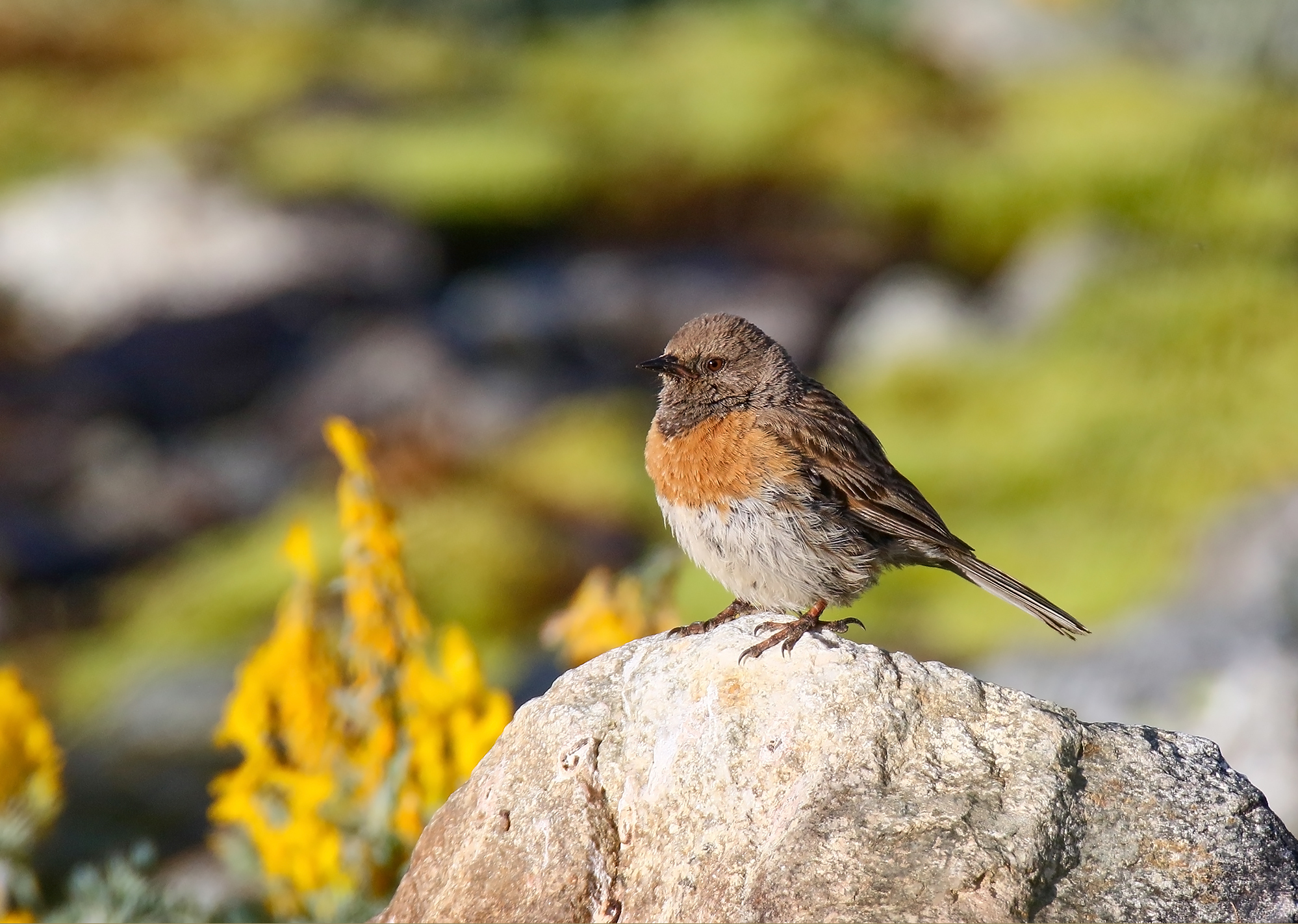